# Nemipterus thosaporni
Nemipterus thosaporni är en fiskart som beskrevs av Russell, 1991. Nemipterus thosaporni ingår i släktet Nemipterus och familjen Nemipteridae. Inga underarter finns listade i Catalogue of Life.